# レンビル郡 (ノースダコタ州)
レンビル郡（英: Renville County）は、アメリカ合衆国ノースダコタ州の北部に位置する郡である。2010年国勢調査での人口は2,470人であり、2000年の2,610人から5.4％減少した。郡庁所在地はモホール市（人口783人）であり、同郡で人口最大の自治体でもある。
レンビル郡はウォード郡、マクヘンリー郡と共にマイノット小都市圏を構成している。

## 歴史
レンビル郡は1872年から1873年にダコタ準州議会が創設したが、ほとんど人が住まなかったために一旦解散された。1908年にウォード郡から分離する提案が住民投票に掛けられ、結果は否決されたが、訴訟に持ち込まれ、1910年に現在のレンビル郡が設立されることになった。郡政府は1910年7月23日に初めて組織化され、郡庁所在地はその時以来一貫してモホールにある。郡名は白人とスー族インディアンの間での取引に通訳、翻訳者を務めた重要人物ジョセフ・レンビルに因んで名付けられた。

## 地理
アメリカ合衆国国勢調査局に拠れば、郡域全面積は892平方マイル (2,310 km2)であり、このうち陸地は875平方マイル (2,266 km2)、水域は17平方マイル (45 km2)で水域率は1.94％である。

### 主要高規格道路
- アメリカ国道52号線
- アメリカ国道83号線
- ノースダコタ州道5号線
- ノースダコタ州道28号線

### 隣接する郡
- カナダ、サスカチュワン州マウントプレザント2号 - 北
- カナダ、サスカチュワン州アーガイル1号 - 北
- ボッティンオー郡 - 東
- マクヘンリー郡 - 南東
- ウォード郡 - 南
- バーク郡 - 北西

### 国立保護地域
- アッパースーリス国立野生生物保護区（部分）

## 人口動態
以下は2000年の国勢調査による人口統計データである。
| 基礎データ - 人口: 2,610人 - 世帯数: 1,085 世帯 - 家族数: 748 家族 - 人口密度: 1人/km2（3人/mi2） - 住居数: 1,413軒 - 住居密度: 1軒/km2（2軒/mi2） 人種別人口構成 - 白人: 97.74% - アフリカン・アメリカン: 0.23% - ネイティブ・アメリカン: 0.65% - アジア人: 0.46% - その他の人種: 0.11% - 混血: 0.80% - ヒスパニック・ラテン系: 0.73% 先祖による構成 - ノルウェー系：41.8％ - ドイツ系：25.7％ - アイスランド系：5.6％ 年齢別人口構成 - 18歳未満: 23.3% - 18-24歳: 4.9% - 25-44歳: 24.4% - 45-64歳: 25.3% - 65歳以上: 22.0% - 年齢の中央値: 44歳 - 性比（女性100人あたり男性の人口） - 総人口: 100.3 - 18歳以上: 101.7 | 世帯と家族（対世帯数） - 18歳未満の子供がいる: 28.7% - 結婚・同居している夫婦: 60.4% - 未婚・離婚・死別女性が世帯主: 5.6% - 非家族世帯: 31.0% - 単身世帯: 28.5% - 65歳以上の老人1人暮らし: 14.7% - 平均構成人数 - 世帯: 2.35人 - 家族: 2.90人 収入と家計 - 収入の中央値 - 世帯: 30,746米ドル - 家族: 36,023米ドル - 性別 - 男性: 25,346米ドル - 女性: 16,700米ドル - 人口1人あたり収入: 16,478米ドル - 貧困線以下 - 対人口: 11.0% - 対家族数: 8.5% - 18歳未満: 14.1% - 65歳以上: 9.1% |

## 都市と町

### 都市
- グレンバーン
- グラノ
- ロレーヌ
- モホール - 郡庁所在地
- シャーウッド
- トーリー

注: ノースダコタ州の法人化された自治体は、その大きさに拠らず全て「市」になる

### その他の町
- グリーン
- コーラ
- ノーマ
- ロックフォード
- グローバー
- ホワイトアッシュ

### 郡区
| - ブランドン - キャラハン - クレイ - コルクホウン - イーデンバレー - エンサイン - フェアバンクス - グラスランド | - グローバー - ハマリー - ハムレット - ハーレー - アイバンホー - ロックウッド - マッキニー - マスケゴ | - ノーマ - プレイン - プレスコット - プロスペリティ - ロックフォード - ルーズベルト - スタッフォード - ヴァンビューレン | - ホワイトアッシュ |

- グリーン、1977年のUSGS地図に見られる。元はミネアポリス・セント・ポール・アンド・スー・セント・マリー鉄道の停車駅。元の通りは現在でもグーグルアースやヤフーの地図に表示されている[6]。